# Nicola Bryant
Nicola Jane Bryant (Guildford, 11 ottobre 1960) è un'attrice britannica.

## Biografia
Figlia di Sheila e Denis Bryant, dall'età di tre anni studia danza e pianoforte. A dieci anni non riesce ad entrare alla scuola di danza classica a causa di un problema di asma. Decide allora di diventare attrice, entrando in gruppo di improvvisazione. Si iscrive grazie ad una borsa di studio alla Webber Douglas Academy of Dramatic Art, interpretando nel saggio finale Nanette del musical No, No, Nanette. Tra il 1984 e il 1986 interpreta il ruolo di Perpugilliam "Peri" Brown, nella nota serie Doctor Who, che riprenderà anche negli audiodrammi.

## Filmografia

### Cinema
- Parting Shots, regia di Michael Winner (1998)

### Televisione
- Saturday Superstore – serie TV, episodi 2x24 (1984)
- Doctor Who – serie TV, 33 episodi (1984-1986)
- Blackadder's Christmas Carol, regia di Richard Boden (1988)
- Summoned by Shadows, regia di Bill Baggs (1991)
- More Than a Messiah, regia di Bill Baggs (1992)
- The Stranger: In Memory Alone, regia di Bill Baggs (1993)
- Doctor Who: Dimensions in Time, regia di Stuart McDonald (1993)
- The Airzone Solution, regia di Bill Baggs (1993)
- The Biz – serie TV (1995)
- The 10 Percenters – serie TV, episodi 2x7 (1996)
- Animal Ark – serie TV, episodi 2x1 (1998)
- Casualty – serie TV, episodi 14x20 (2000)
- TravelWise, regia di Mark Thompson (2000)
- Holby City – serie TV, episodi 10x7-12x22 (2007-2010)

- Doctors – serie TV, episodi 1x29-12x80 (2000-2010)
- My Family – serie TV, episodi 9x3-10x7 (2009-2010)
- Scoop – serie TV, episodi 2x12 (2010)
- Logopolis 12 & 13, regia di Paul Gerard Kennedy (2017) - (segmento Slipback)
- Star Trek Continues – serie TV, episodi 1x10-1x11 (2017)